# Magnus Knebusch
Magnus Knebusch (* 27. Februar 1874 in Lindenbeck; † 25. Januar 1937 in Greven) war ein deutscher Politiker (DNVP).

## Leben

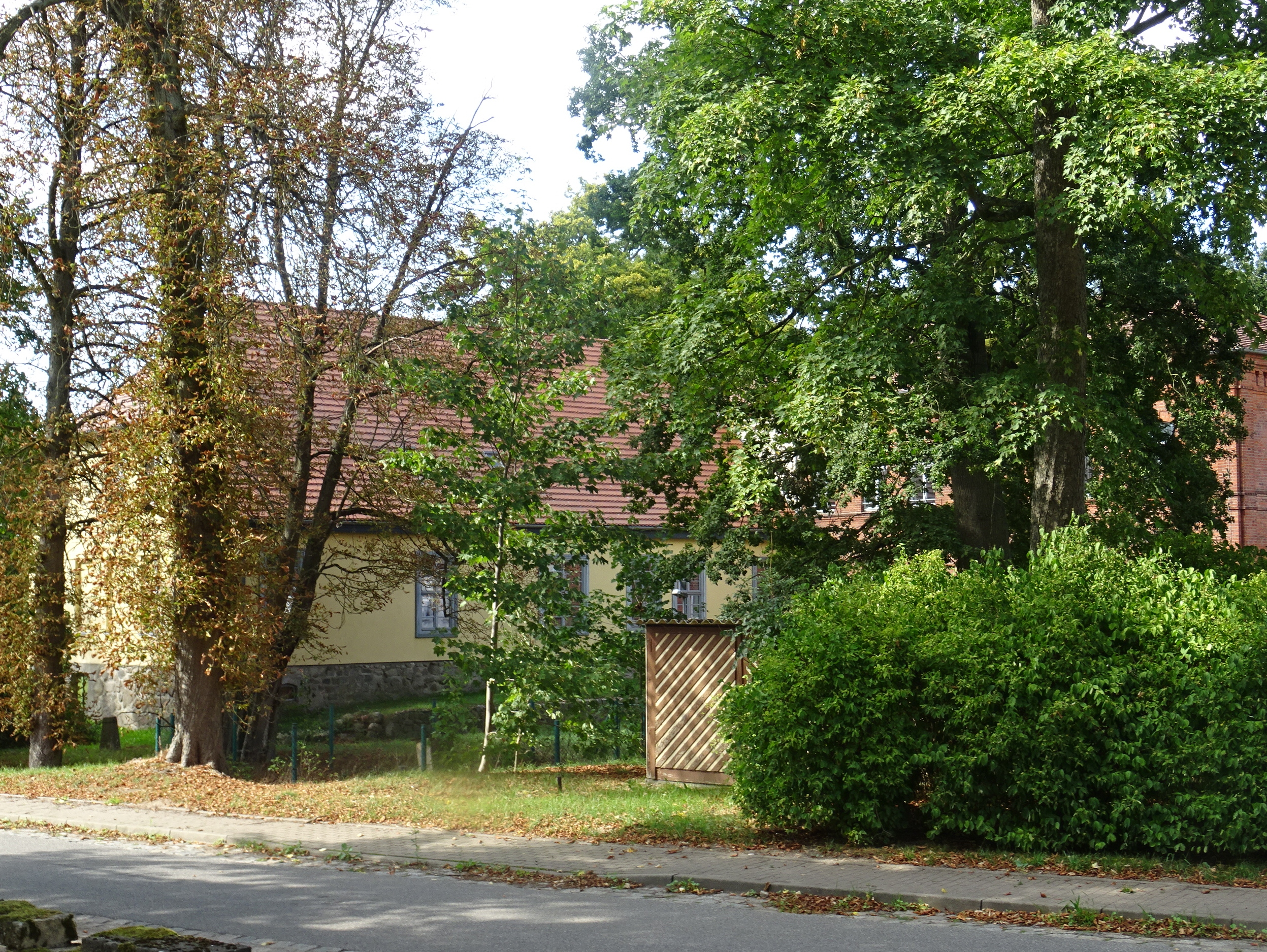
Gutshaus in Greven

Knebusch war Sohn eines Gutsbesitzers in Greven und Lindenbeck. Von 1884 bis 1889 besuchte er das Parchimer Gymnasium, von 1889 bis 1893 dann die Klosterschule Ilfeld. Er studierte Jura in Straßburg, Heidelberg, Berlin und ab Wintersemester 1895 in Rostock. Ab 1901 war er Rechtsanwalt in Güstrow. Er war sowohl im Vorstand der Anwaltskammer als auch im Vorstand der Reichsfuttermittelstelle in Berlin. 1910 übernahm er das Gut der Familie. Dadurch war er Vertreter im ständischen Landtag von Mecklenburg-Schwerin. 1919 wurde er Abgeordneter im Verfassunggebenden Landtag von Mecklenburg-Schwerin, er war anschließend auch Abgeordneter im ersten, zweiten und dritten ordentlichen Landtag von Mecklenburg-Schwerin. 1926 legte er seine Ämter nieder, wohl auch, weil der völkische Flügel der DNVP stärker wurde.
Seit 1920 war Knebusch auch Aufsichtsrat der Gemeinnützigen Mecklenburgischen Ansiedlungsgesellschaft, die bankrotte Güter aufkaufte und an landlose Bauern verkaufte.

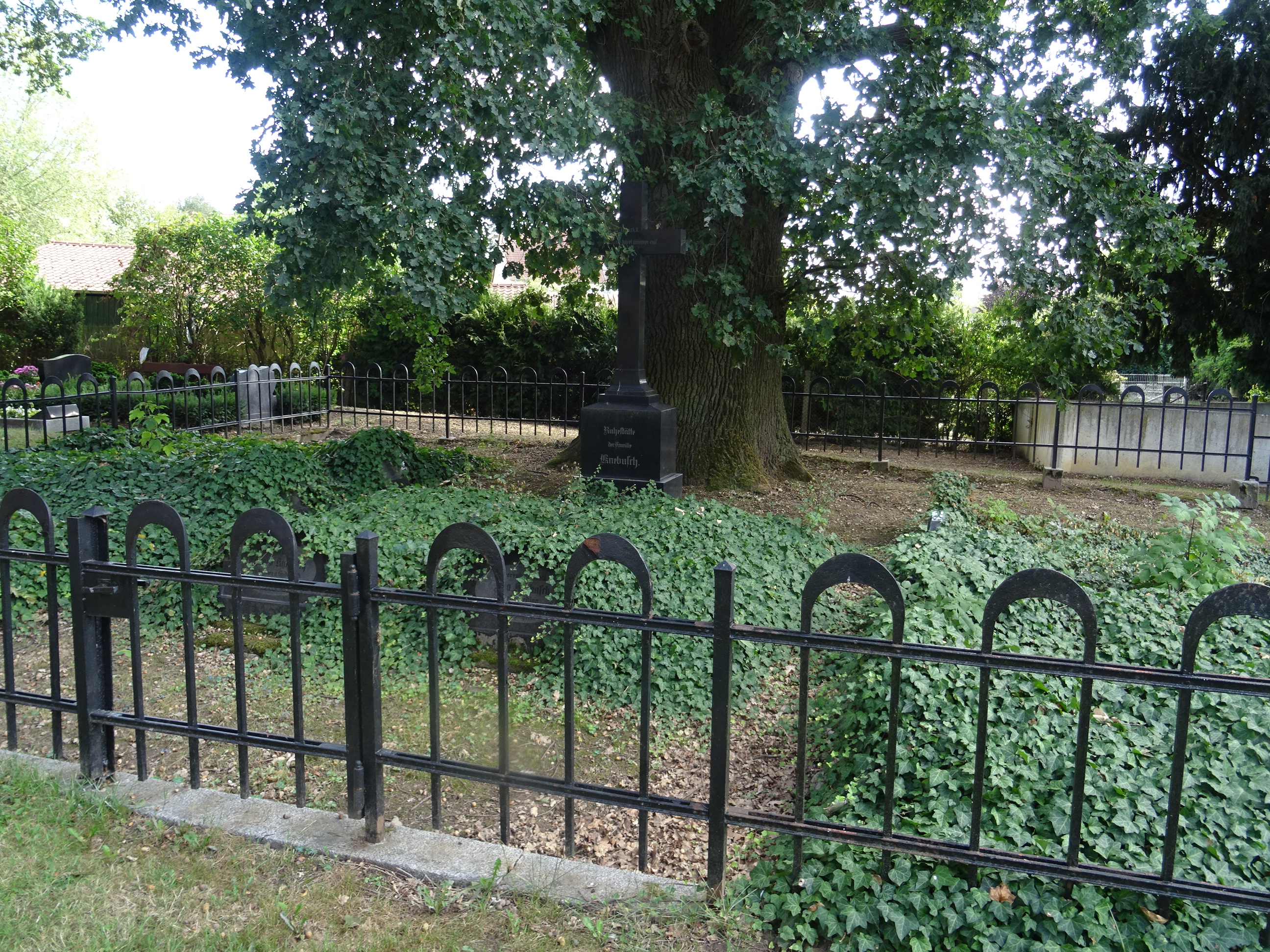
Familiengrab

Knebusch wurde in der Familiengrabstelle auf dem Kirchhof von Greven beigesetzt.